# تمثال أرتومكا
تمثال أرتومكا، هو معلم يقع في روستوف أوبلست في مدينة تاغانروغ بروسيا. هذا التمثال من عمل النحات دافيد بيغالوف، التمثال يمثل شخصية بارزة من كتاب الكاتب الروسي إفان فاسيلينكو.

## التمثال
التمثال البرونزي يمثل طفل حافي الرجلين، على رأسه قبعة واقف على قاعدة في شكل صخرة الجرانيت غير معالجة وهو ماسك بين يديه صندوق صغير. الطفل يمثل أرتومكا شخصية من كتاب المسمي بالعلب السحرية، الذي كتبها إيفان فاسيلينكو.

## تاريخ
تم افتتاح التمثال في عام 2010 في مدينة تاغونروغ أمام متحف فاسيلينكو في شارع تشيخوف. تم إنشاء النحت لإحياء ذكرى عيد ميلاد الكاتب 115 سنة.
تم تخريب النحت عدة مرات في المرة الأولى خلال ليلة 13 سبتمبر 2010 ، من قبل مجهولين، تم قلب النصب التذكاري مع قاعدته وكسر رأسه.
في المرة الثانية في ليلة 27 أغسطس 2012 ، تم تخريب أرتومكا مع قاعدت التمثال. حاولوا المجهولون سحب النصب، لكن يبدو أن شيئًا ما منعهم من ذلك. عثرت الشرطة على النصب على بعد مسافة من موقع التثبيت.